# Dolní Životice
Obec Dolní Životice (1869 Dolni Životice, 1890–1910 Životice; německy Schönstein, polsky Żywocice Dolne) se nachází v okrese Opava v Moravskoslezském kraji. Žije zde přibližně 1 000 obyvatel.  Protéká jí říčka Hvozdnice.

## Členění obce
- Dolní Životice
- Hertice

## Historie
První písemná zmínka o obci pochází z roku 1320. Od 1. ledna 1979 do 31. srpna 1990 byla dnešní obec Dolní Životice částí obce Litultovice.

### Vývoj počtu obyvatel a domů
|                | 1869 | 1880 | 1890 | 1900 | 1910 | 1921 | 1930 | 1950 | 1961 | 1970 | 1980 | 1991 | 2001 |
| -------------- | ---- | ---- | ---- | ---- | ---- | ---- | ---- | ---- | ---- | ---- | ---- | ---- | ---- |
| Dolní Životice | 847  | 826  | 844  | 856  | 855  | 848  | 828  | 732  | 836  | 754  | 773  | 783  | 1013 |
| Hertice        | 91   | 111  | 122  | 114  | 94   | 119  | 144  | 105  | 136  | 123  | 98   | 88   | 94   |
| Celkem         | 938  | 937  | 966  | 970  | 949  | 1076 | 972  | 837  | 971  | 877  | 871  | 871  | 1107 |

|                | 1869 | 1880 | 1890 | 1900 | 1910 | 1921 | 1930 | 1950 | 1961 | 1970 | 1980 | 1991 | 2001 |
| -------------- | ---- | ---- | ---- | ---- | ---- | ---- | ---- | ---- | ---- | ---- | ---- | ---- | ---- |
| Dolní Životice | 113  | 155  | 114  | 112  | 114  | 131  | 171  | 160  | 190  | 162  | 172  | 213  | 232  |
| Hertice        | 17   | 23   | 17   | 17   | 17   | 17   | 30   | 30   | 190  | 26   | 27   | 34   | 33   |
| Celkem         | 130  | 178  | 139  | 129  | 131  | 148  | 201  | 190  | 190  | 188  | 199  | 247  | 265  |

## Pamětihodnosti
- Zámek Dolní Životice – v dnešní podobě z 1. pol. 18. století, dnes zařízení sociální péče pro muže;
- Kostel Nejsvětějšího Spasitele – postaven v novogotickém slohu roku 1908;
- Kaple Božského Salvátora – postavena v rokokovém slohu roku 1769;
- Socha svatého Jana Nepomuckého – umístěna v blízkosti zámku;
- Smírčí kříž – na mostě přes řeku Hvozdnici.